# Капралов, Георгий Александрович
Гео́ргий Алекса́ндрович Капра́лов (8 октября 1921, Петроград — 14 октября 2010, Москва) — советский и российский киновед, кинокритик, сценарист, телеведущий, доктор искусствоведения (1984). Заслуженный работник культуры РСФСР (1972). Заслуженный деятель искусств РСФСР (1981).

## Биография
Родился 8 октября 1921 года в Петрограде в семье врача Александра Гавриловича Капралова и его жены  Любови Николаевны, урождённой Эйкар. В детстве увлекался поэзией. В 1934 году стал победителем Кировского конкурса на лучшие стихи и рассказы, который устраивала ленинградская детская газета «Ленинские искры». В 1934–1937 годах посещал созданный Самуилом Маршаком Детский литературный университет.
В начале Великой Отечественной войны в составе молодёжной агитбригады выступал на заводах и фабриках, рыл окопы. Тяжело заболев, был эвакуирован в Новосибирск. Работал контролёром ОТК на военном заводе. Его стихи исполнялись в радиопередаче «Огонь по врагу», печатались в газете.
В 1946 году в одном из писем Самуил Маршак писал Евгению Шварцу: «В его стихах есть свежесть, лиричность, умение мыслить, чувствовать, видеть. Поведения и нрава хорошего. Если будет работать, выйдет в люди».
В 1948 году окончил театроведческий факультет Ленинградского государственного театрального института имени А. Н. Островского (мастерская С. Данилова). В 1949 году вступил в ВКП(б).
Ещё на пятом курсе института возглавил отдел литературы и искусства газеты «Смена». С 1950 года – корреспондент газеты «Правда» по Ленинграду. В 1951 году окончил аспирантуру Ленинградского государственного театрального института.
В 1955–1959 годах был преподавателем кафедры русского искусства Ленинградского государственного театрального института. В 1957 году принят в Союз писателей СССР. В 1958–1960 годах – заведующий сектором кино Государственного научно-исследовательского института театра, музыки и кинематографии.
С 1960 года работал заместителем заведующего отделом литературы и искусства редакции газеты «Правда».
В 1962 году назначен заведующим сектором кино отдела культуры ЦК КПСС. Проработав в этой должности около года, вернулся в редакцию «Правды». В качестве специального корреспондента газеты освещал работу крупнейших международных кинофестивалей.
В 1962 году защитил диссертацию на соискание учёной степени кандидата искусствоведения по теме «Народный артист СССР Юрий Владимирович Толубеев».
В 1967—1970 и 1971—1974 годах — вице-президент FIPRESCI.
В 1976–1979 годах был ведущим передачи «Кинопанорама» Центрального телевидения.
В 1962—1986 годах возглавлял московское отделение секции теории и критики Союза кинематографистов СССР.
Преподавал мастерство кинокритика на киноведческом факультете ВГИКа.
В 1983 году защитил диссертацию на соискание учёной степени доктора искусствоведения по теме «Человек и миф. Эволюция героя западного кино (1965—1980)».
С 1998 года — обозреватель в газете «Труд» и в информационном агентстве Союза кинематографистов России.
По вопросам театра и кино писал с 1947 года. Печатался в журналах «Искусство кино», «Сеанс», «Экран», «Огонёк», в газетах «Правда», «Известия», «Советская культура» и других.
Написал сценарии нескольких игровых и документальных фильмов, одну пьесу и ряд книг по проблемам отечественного и зарубежного кинематографа.
Умер 14 октября 2010 года в Москве. Похоронен на Троекуровском кладбище.

### Семья
Более 60 лет был женат на актрисе Зинаиде Михайловне Капраловой-Мерцаловой (девичья фамилия Голожинская; 21 апреля 1923 — 4 ноября 2013).
Сын – Александр Георгиевич Капралов (род. 8 апреля 1952), журналист-международник.
Внучка — Анастасия Алексеевна Макаревич (род. 1977), певица.
Внук — Георгий Александрович Капралов (род. 2007).

## Фильмография

### Сценарист
- 1966 — На диком бреге
- 1967 — Юрий Толубеев (документальный)
- 1967 — Николай Бауман
- 1973 — Последний подвиг Камо
- 1975 — Принимаю на себя
- 1980 — Тайна Эдвина Друда
- 1985 — Этот фантастический мир. Выпуск 11 (фильм-спектакль)
- 1985 — Странная история доктора Джекила и мистера Хайда
- 1987 — Этот фантастический мир. Выпуск 12 (фильм-спектакль)
- 1987 — Гобсек

## Награды и звания
- орден «Знак Почёта»
- орден Дружбы народов (1987)
- орден «За заслуги перед Отечеством» IV степени (2003) — за большой вклад в развитие отечественного искусства[7].
- заслуженный работник культуры РСФСР (1972)[8].
- заслуженный деятель искусств РСФСР (1981).
- Лауреат премии Союза кинематографистов по киноведению и кинокритике (1974).
- Медаль «Фестиваль 2000» МКФ в Канне (2000)

## Пародии
С пародией на Георгия Капралова и «Кинопанораму» выступал Ян Арлазоров .